# Aspromonte (film)
Aspromonte è un film del 2012 diretto da Hedy Krissane.

## Trama
L'imprenditore brianzolo Torquato Boatti, per realizzare l'affare immobiliare della sua vita, ha bisogno della firma del fratello musicista Marco, cointestatario, con il quale non corre buon sangue. Torquato, alla ricerca del fratello, scopre che questi si trova in Aspromonte con la sua band per un tour musicale e lo raggiunge.
I due si incontrano e litigano, dopodiché Torquato cerca di rivedere il fratello ma sembra che sia scomparso. A questo punto, dopo una minaccia trovata nella stanza del suo albergo, Boatti si convince che suo fratello sia stato rapito.
Parte così con una jeep ed una guida del Corpo forestale dello Stato, percorrendo in lungo ed in largo l'Aspromonte, dove si scontra con una realtà complessa e per lui incomprensibile. Scopre un mondo a lui ignoto, una natura incantata, antichi mestieri e lingue (come quelle grecanica) che alla fine lo portano a condividere la scelta del fratello misteriosamente scomparso.